# Mazapégul
El Mazapégul es un duende de la mitología italiana, que pertenece a la tradición folclórica de Romaña, especialmente de los Apeninos de Forlí.

Un Mazapegul

## Mitología, supersticiones, creencias
Sussistono tuttora in Romagna tracce di mitologia, un insieme, cioè, di superstizioni e credenze che traggono origine dal paganesimo, o dalle religioni delle popolazioni celtiche che prima dei Romani tennero queste terre (...) Di tanto in tanto affiora qualcuna di tali lontane credenze, poiché, come è noto, la cultura popolare è assai lenta ad abbandonare le sue tradizioni, i suoi riti. Un elemento ancora superstite di tale mitologia è senz'altro il Mazapègul (...)

Con esta introducción, Umberto Foschi, en 1975  “Il Romagnolo”, hablaba del popular duende doméstico e incluso antes que él, Luciano De Nardis, en 1927 sobre las páginas de La Piè, anotaba que... en nuestra tradición popular raramente se mencionan los Espíritus duendes. Los cuales son muy trabajadores y pasan a la vida diaria de nuestras gentes, sólo cuando les está permitido; cuando precisamente, raramente, la vida y la fábula se confunden...
Anselmo Calvetti (1924 - 2016), uno de los máximos estudiosos del folclore y de las tradiciones de Romaña, identifica el origen del duende en las tradiciones latinas de los Lares, filtradas a través de las experiencias místico-maravillosas que usan la Amanita Muscaria de las poblaciones neolíticas.
Renato Cortesi, a pesar de estar de acuerdo con Calvetti, no  excluye una precedente deriva totémica en la cultura umbra, bajo forma de la adoración del pájaro carpintero, así como un paralelo con el dios etrusco Tages. Cortesi identifica además, en figuras muy parecidas, de los antecedentes del Mazapégul en toda el área mediterránea.

## La tribu de los Mazapegul
La de los Mazapegul es una pequeña familia de duendes de la noche, compuesta por diversas tribus como los Mazapedar, los Mazapegul, los Mazapigur, los Calcarel, difundidas un poco por toda Romaña.
El nombre de la familia que se menciona está documentado por primera vez en un extracto de un contrato de venta del 9 de mayo de 1487 en el Archivo general de Forlì (Prot. Gen. Vol. 47, Prot. Spec. Los, Fasc. 199) 

«In questo anno in casa de madonna Benvegnuta, sorella de Guaspero Martinello, li era uno spirito ovvero folletto inamorato de la gentile sua massara, gioveneta venere, el quale di continuo faceva svoltare uno bacile intorno a sonari».

En el diccionario romagnolo - italiano del Mattioli encontramos la siguiente definición 

"Spirito che superstiziosamente si credeva trasformarsi in uomo per giacere colle donne".

## Un duende que parece un gato, un monito y un conejito
Luciano De Nardis proporciona una precisa descripción: 

"starebbe tra il gatto e lo scimmiotto. Piccino, di pel grigio ... porta in capo un berrettino rosso. Del resto non ha vestimento di sorta ... La passione amorosa è la sua esclusiva manifestazione (La Piè 1924 n°2). … È Mazapégul impersona la sensualità, la passione erotica. E ne è rimotissimo simbolo. … Viene dalle ere dei connubi bestiali (La Piè 1927 n° 3)".

Un preciso y completo identikit de la personalidad del Mazapégul romagnolo lo proporciona Cino Pedrelli en el número 3 de La Piè del año  1976: 

"il Mazapégul è responsabile del senso di soffocamento e paralisi che opprime talvolta i dormienti; si corica con le donne, e le fa sue; svolge tutto un suo rituale amoroso e affettuoso con gli animali della stalla, ed in ispecie con gli equini, che si trovano al mattino coperti di sudore e adorni di trecce alle code e alle criniere, si sostituisce alle donne di casa nelle faccende domestiche, quando queste riscuotono la sua simpatia; o al contrario guasta lavori già avviati, nasconde oggetti, fa dispetti di ogni genere, quando le donne di casa riescano antipatiche; scatena all'improvviso turbini di vento, capaci di far volare via quanto capiti a tiro, comprese le persone".

Paolo Toschi se acordaba de que había participado, de niño, al carnaval de Faenza y que había cantado el estribillo: 

Nô sen qui dla bretta rossa

(Nosotros somos los del gorro rojo). El autor ha conectado esto con el duende romañolo, el mazapegul o mazapedar, cuya principal característica está constituida por el gorro rojo y  ha desunto que, en los viejos carnavales de Romaña hubieran existido máscaras que representaban a los duendes.

## Identikit del Mazapegul
El mazapédar (o mazapégul) es por lo tanto un personaje fantástico que en el folklore romañolo está entre el duende y el incubus.
Se trata de una creaturita muy pequeña, híbrida entre el gato y el monito, de pelaje gris, con un gorrito rojo sobre la cabeza. Tratándose de uno de los tantos Incube es un verdadero maestro en el provocar dolor de barriga y horribles pesadillas.
Otras leyendas transmitidas oralmente consideran el mazapégul como un duende antropomorfo.
Las mujeres pueden liberarse de él haciéndose ver la noche mientras comen un trojo de pan fingiendo mientras tanto que se quitan piojos. El Mazapegul se ofende tanto que no se hace ver más, pero no tanto por la ofensa sufrida, sino porque considera su protegida una persona poco limpia. De igual manera se puede comer pan y queso, y mientras tanto, hacer las propias necesidades. La noche siguiente el Mazapegol aparece a la joven irritada y escandalizada y le dice: 

Bruta troja, vaca, t'megn et pess et fe la caca

(fea asquerosa, cerda, comes y meas y cagas). Y dicho y hecho se va volando para no hacerse ver nunca jamás.
Entra por la noche en los cuartos ligero como el viento, salta de un mueble a otro y se cuela en la cama y allí yace sobre el vientre delicioso de una chica bonita que le gusta porque se enamora de sus ojos y de su pelo y suspira: 

ad bëll òcc ! ad bëll cavéll !

(¡qué ojos bonitos! ¡qué pelo bonito!) si la mujer es amable con él, cose, recoge flores y ordena los cuartos, pero si la mujer lo ha humillado, o peor ha preferido el novio o el marido respecto a él, la molesta.
Él entrando en la casa deja sobre el pozo su gorra: entonces para que él se queje solo hay que tirar su gorra en el pozo.

dam indrì e' mi britin ! dam indrì e' mi britìn !

(devuélveme mi gorra...) porque sin su gorra, el Mazapegul pierde sus singulares talentos. Se cuenta de una chica querida, que le había quitado la gorra y no se lo quería devolver, el magapegul la amenazó de una travesura y la noche del baile acabó de repente desnuda.
Probablemente el estudio más profundizado sobre esta figura ha sido llevado a cabo por el estudioso de tradiciones populares Renato Cortesi, en su trabajo El Mazapégul. En este trabajo Cortesi considera el mazapégul un anillo intermedio entre las antiguas divinidades (entre las cuales principalmente las latinas e itálicas, pero también otras, como el dios Bes egipcio).